# Křepelka novozélandská
Křepelka novozélandská (Coturnix novaezelandiae), maorsky koreke, je vyhynulý druh křepelky z rodu Coturnix, který se endemitně vyskytoval na Novém Zélandu. Křepelka vyhynula kolem roku 1875. Přesné příčiny vyhynutí nejsou jisté, avšak zahrnovaly úbytek biotopu následkem vypalování lesů Maory, predaci ze strany introdukovaných savců (krysy ostrovní, polynéští psi), kompetici s introdukovanými hrabavými ptáky i nemoci.
Jednalo se o nenápadné, hnědo-žlutě zbarvené ptáky s černým a světlým flekováním. Křepelka novozélandská byla jediným přirozeně se vyskytujícím zástupcem hrabavých ptáků na Novém Zélandu.

## Taxonomie
Křepelky byly poprvé zaznamenány Evropany již během první plavky Jamese Cooka v roce 1770. K prvnímu vědeckému popisu však došlo až roku 1827 dvojicí francouzských přírodovědců jménem Jean René Constant Quoy a Joseph Paul Gaimard. K popisu došlo na základě exempláře odchyceného na řece Waihou.
V minulosti byla křepelka novozélandská někdy považována za konspecifickou (za ten samý druh) s australskou křepelkou rezavohrdlou (Coturnix pectoralis) nebo křepelkou proměnlivou (Synoicus ypsilophorus), které byla na Nový Zéland introdukovány v 70. letech 19. století za účelem vytvoření populací, které by šlo lovit. Studie DNA z roku 2009 však definitivně potvrdila, že křepelka novozélandská je samostatný druh, který se oddělil od úzce příbuzní křepelky rezavohrdlé (C. pectoralis) někdy před 5 miliony lety. Studie také vyvrátila zkazky, že křepelky z ostrova Tiritiri Matangi mohou představovat poslední zástupce druhu; podle analýz DNA se jednalo o křepelky proměnlivé (C. ypsilophorus). Prapředek křepelky novozélandské na Nový Zéland patrně doletě, avšak časem ztratil schopnost letu.
Křepelka novozélandská byla jediným přirozeně se vyskytujícím zástupcem hrabavých ptáků na Novém Zélandu.

Vybraná dobová vyobrazení
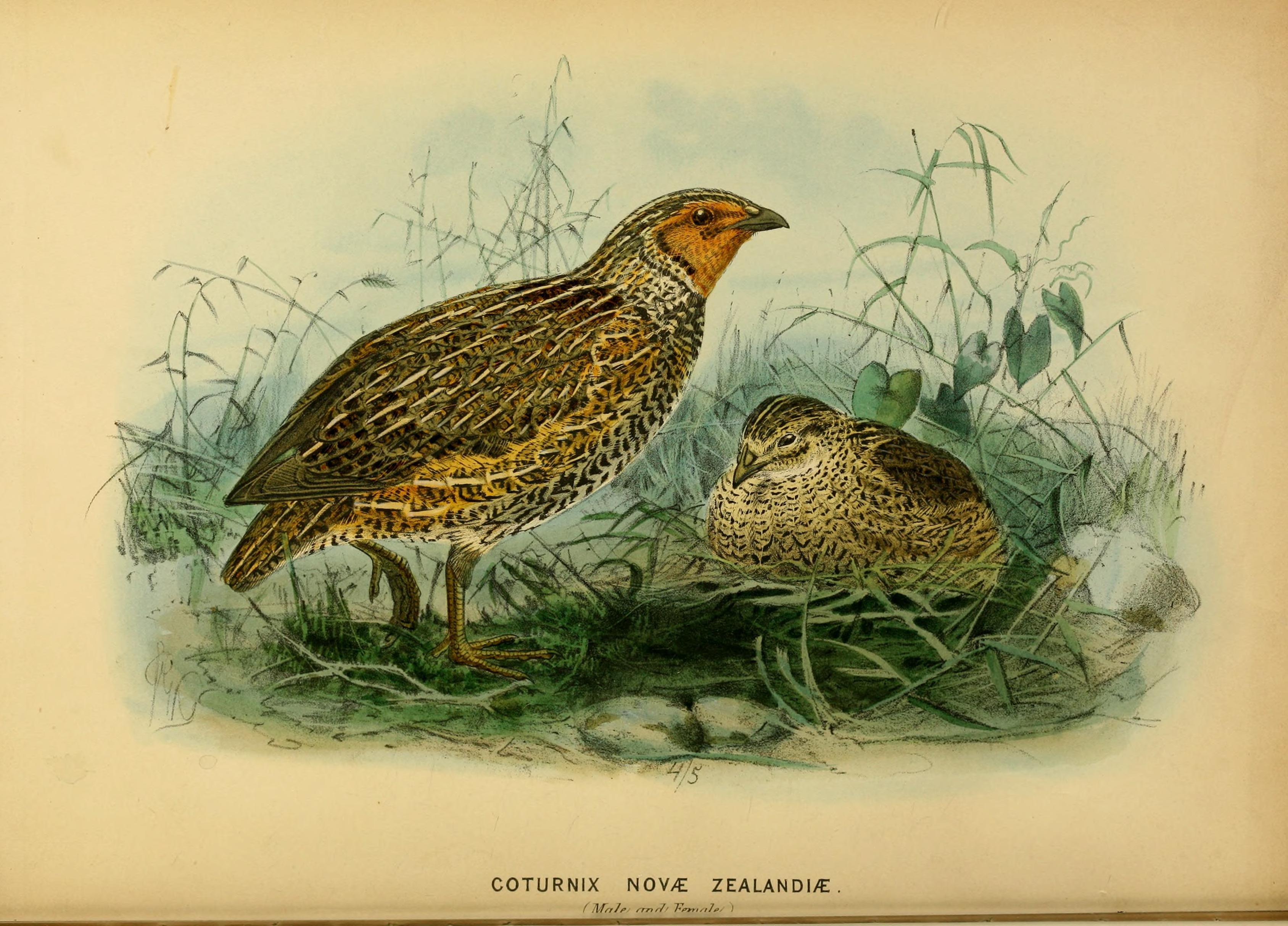
Samec (vlevo) a samice, John Gerrard Keulemans (1873)
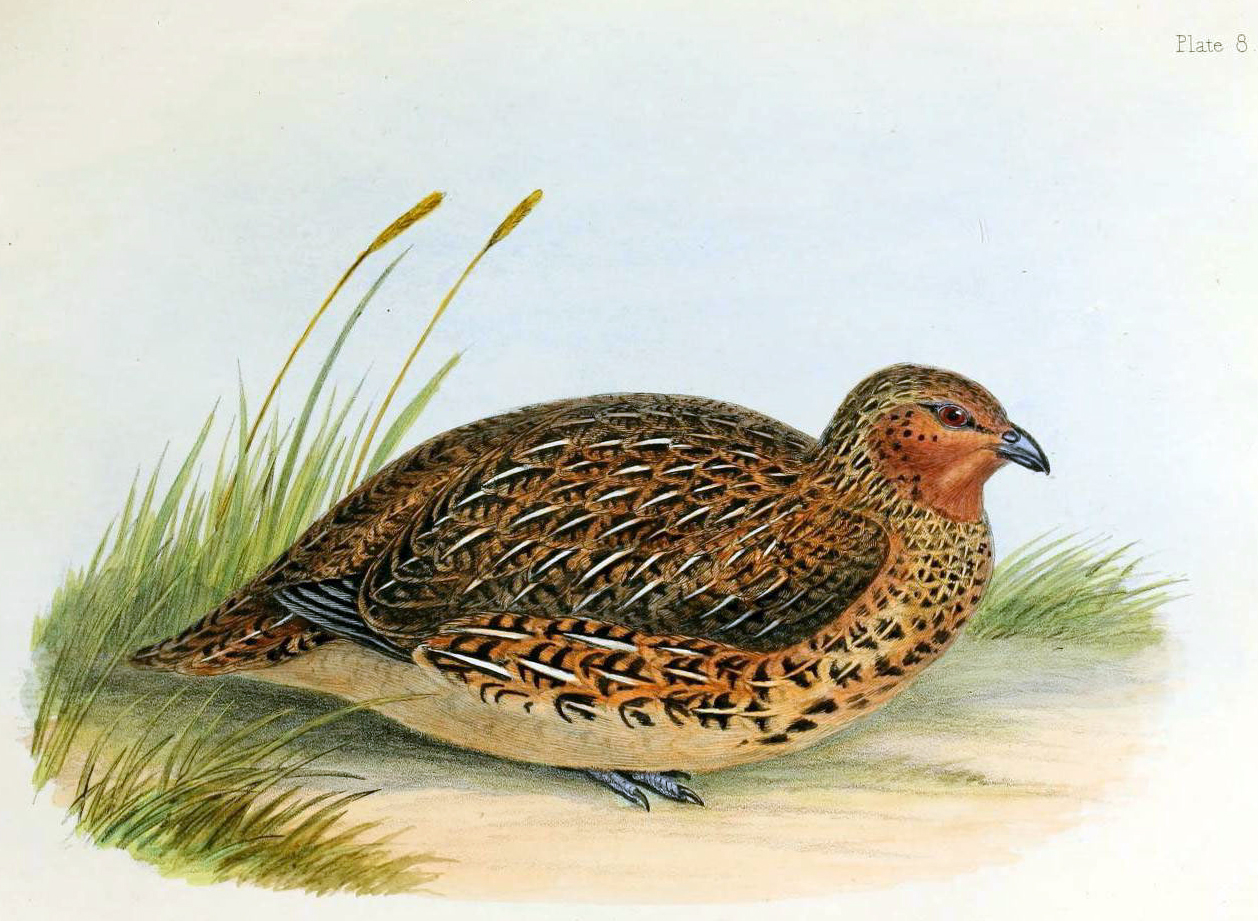
Malba Charlese Josepha Hullmandela (1844)
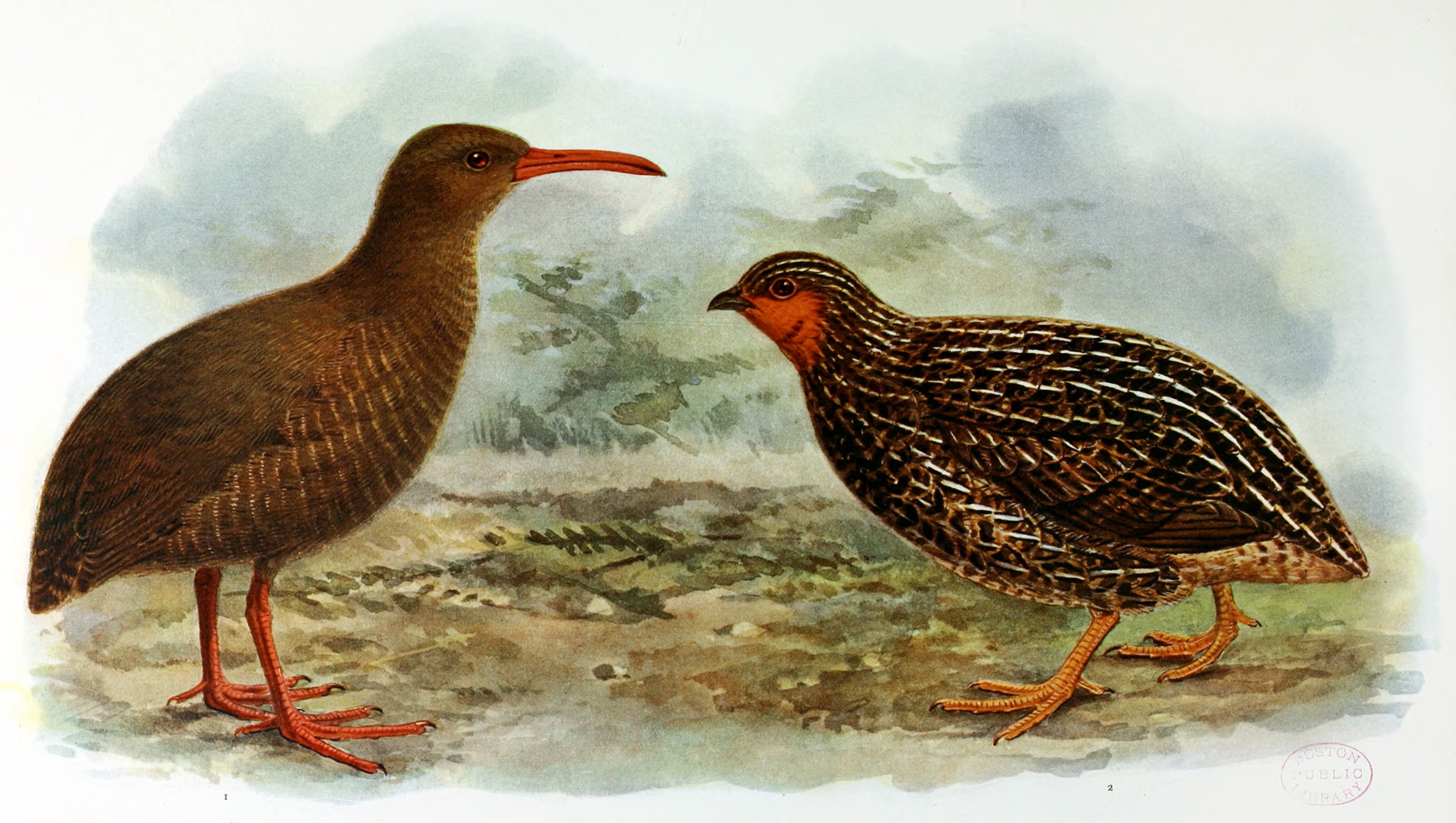
Chřástal chathamský (vlevo) a křepelka novozélandská (1907)

## Popis

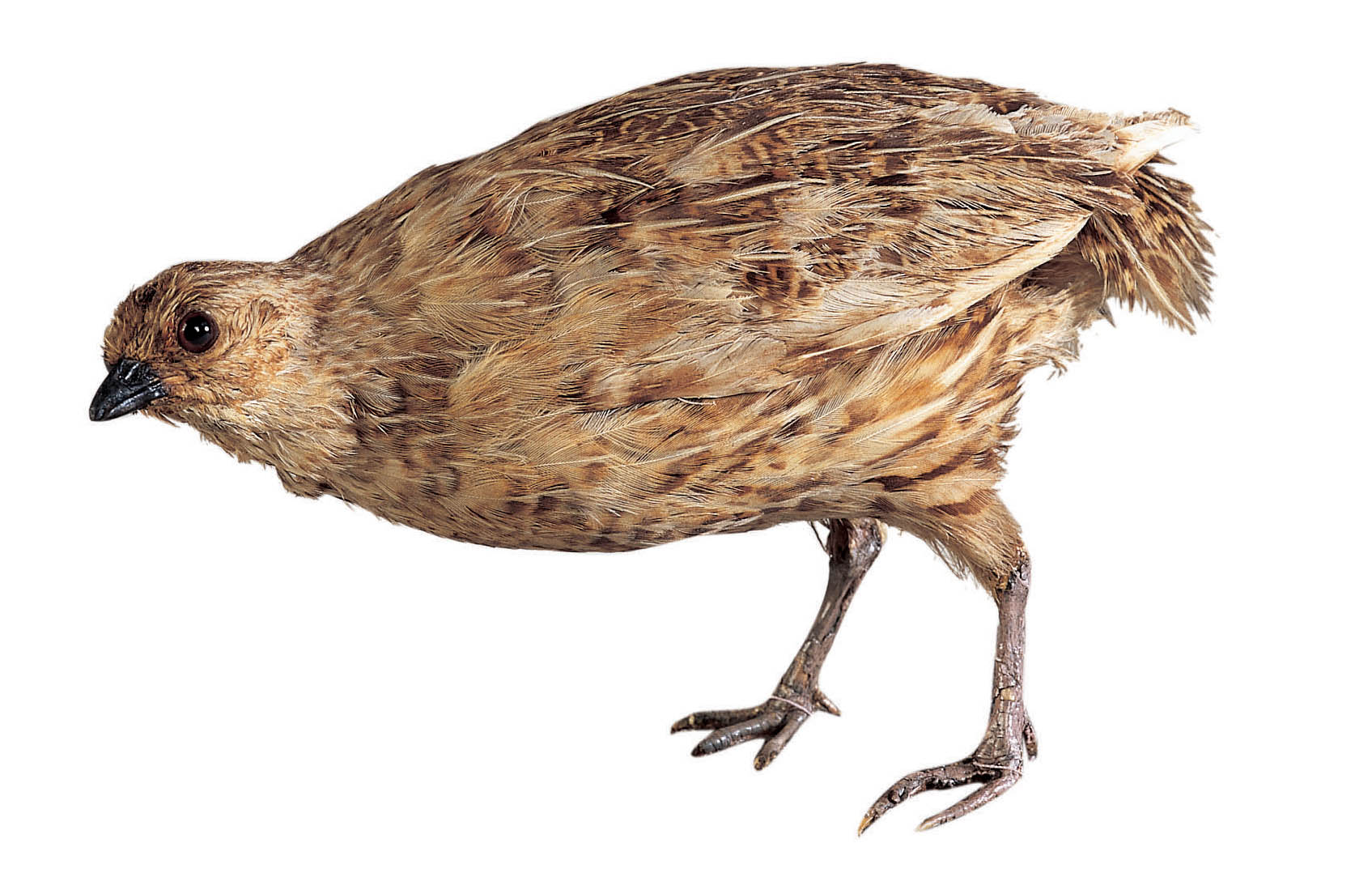
Vycpaný exemplář z Aucklandského muzea

Jednalo se o nenápadného ptáka malého vzrůstu bez schopnosti letu. Křepelka měřila na výšku kolem 22 cm, rozpětí křídel bylo 35 cm. Samci vážili kolem 220 g, samice 200 g.
Opeření bylo převážně bílo-hnědo-černé, takže dobře splývalo s okolím. Korunka byla tmavá se světlým pruhem uprostřed. Obličej a krk samců byly rezavé, samičí obličej a krk světlé. Opeření svrchních partií bylo skvrnité s patrným hnědým a černým pruhováním a výraznými bílými skvrnami. Hruď u samců byla černá (u samic hnědá) s hustým bílým a rezavým flekováním. Samice byly patrně o něco málo větší než samci. Duhovky byly světle hnědé, černý zobák jen velice krátký. Nohy měly světlou masitou barvu.

## Biologie

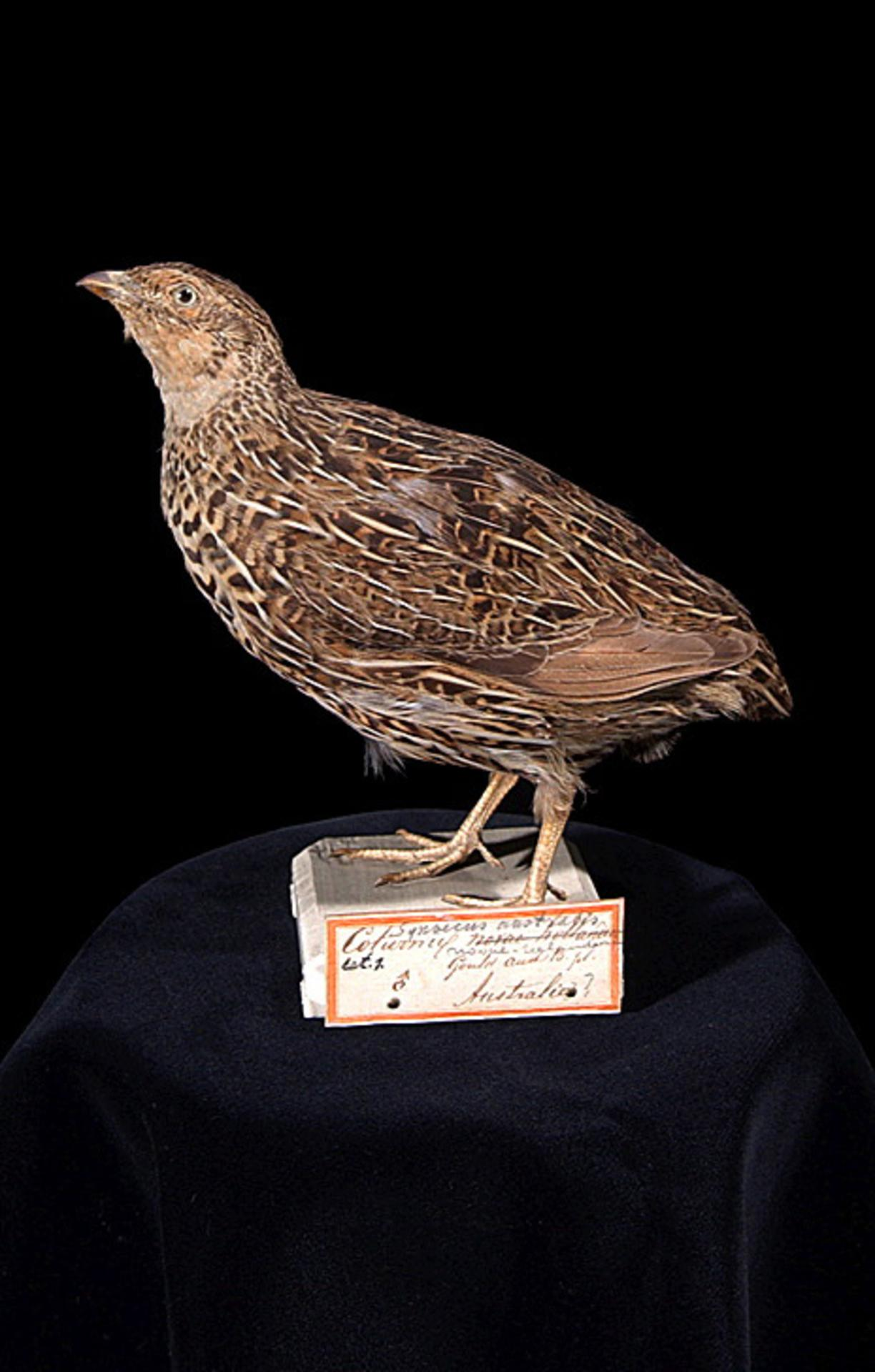
Vycpaný jedinec ve sbírkách nizozemského institutu Naturalis Biodiversity Center v Leidenu

O biologii druhu toho není příliš známo. Křepelky vydávaly vysoce položená, rychle se opakující volání tui tui tui tuí-tui, které bylo možné nejčastěji slyšet za vlhkého a deštivého počasí. Živily hlavně semínky a rostlinami.
Křepelky si stavěly hnízdo miskovitého tvaru v trávě. Inkubovala patrně pouze samice. Vejce byly světlé či do žluto-hněda, s tmavě hnědými flíčky. Rozměr vajec byl 33×25 mm, nicméně velikost se mohla lišit podle oblasti. Snůška činila kolem 10–12 vajec. Inkubační doba trvala kolem 21 dní.

## Rozšíření a stanoviště
Křepelka byla endemická Novému Zélandu. Byla hojně rozšířena po Jižním a Severním ostrově i pobřežním ostrově Aotea. Křepelka obývala otevřené travnaté plochy.

## Vyhynutí
Křepelka bylo rozšířena ještě k roku 1848, kdy se v pramenech uvádí, že bylo zastřelo 86 křepelek za jediný den. Záhy na to, k roku 1870, byla křepelka na pokraji vyhynutí. Poslední doložené pozorování křepelky ze Severního ostrova pochází z prosince 1869. Na Jižním ostrově přežívala nejméně do roku 1868, kdy byl odchycen poslední známý exemplář.
Důvody vyhynutí křepelky nejsou úplně jisté. Po osídlení Nového Zélandu Maory (konec 12. století) se křepelky staly vyhledávaným a snadno dostupným zdrojem potravy Maorů. S Maory došlo k introdukci krys ostrovních i polynéských psů, kteří dále měli na populaci křepelek negativní vliv. Vypalování lesů Maory způsobilo rozsáhlé ztráty habitatu křepelek.
Osud křepelek byl završen s příchodem evropských osadníků, kteří s sebou přivlekli kočky, které v místní přírodě zdivočely a křepelky se pro ně staly snadnou kořistí. Pasoucí se stáda ovcí dále ničily primární habitat křepelek. Na konečné vyhynutí mohly mít vliv i přivlečené nemoci ptactva spolu s introdukovanými lovnými ptáky.